# リュボフ・ブルレトワ
リュボフ・ブルレトワ（Lyubov Aleksandrovna Bruletova、1973年11月17日 - ）はロシアの柔道選手。旧ソ連邦のイヴァノヴォ出身。階級は48kg級。身長150cm。

## 人物
1995年のユニバーシアード48kg級で3位になった。1999年のヨーロッパ選手権でも3位に入った。2000年シドニーオリンピックでは準々決勝でキューバのアマリリス・サボンを有効で破るなどして決勝まで進むも、田村亮子に開始38秒の内股で投げられたが、銀メダルを獲得した。2002年にはロシア国際で優勝すると、2003年にはヨーロッパ選手権でも優勝を飾った。しかし、2004年アテネオリンピックでは2回戦で敗れた。その後引退して、ペルミで柔道の指導者になった。

## 主な戦績
- 1995年 - ハンガリー国際　3位
- 1995年 - オランダ国際　優勝
- 1995年 - ユニバーシアード　3位
- 1998年 - ロシア国際　3位
- 1999年 - ハンガリー国際　2位
- 1999年 - ヨーロッパ選手権　3位
- 2000年 - ロシア国際　3位
- 2000年 - ブルガリア国際　優勝
- 2000年 - ドイツ国際　3位
- 2000年 - ハンガリー国際　2位
- 2000年 - シドニーオリンピック　2位
- 2001年 - ハンガリー国際　3位
- 2002年 - ロシア国際　優勝
- 2003年 - ブルガリア国際　2位
- 2003年 - オランダ国際　3位
- 2003年 - ヨーロッパ選手権　優勝
- 2004年 - ロシア国際　3位
- 2004年 - ドイツ国際　3位
- 2004年 - エストニア国際　優勝